# بلیبلرویل (تگزاس)
بلیبلرویل (به انگلیسی: Bleiblerville) یک منطقهٔ مسکونی در ایالات متحده آمریکا است که در شهرستان آستین، تگزاس واقع شده‌است. بلیبلرویل ۱۱۳٫۰۸ متر بالاتر از سطح دریا واقع شده‌است.